# Tainui (pirogue)

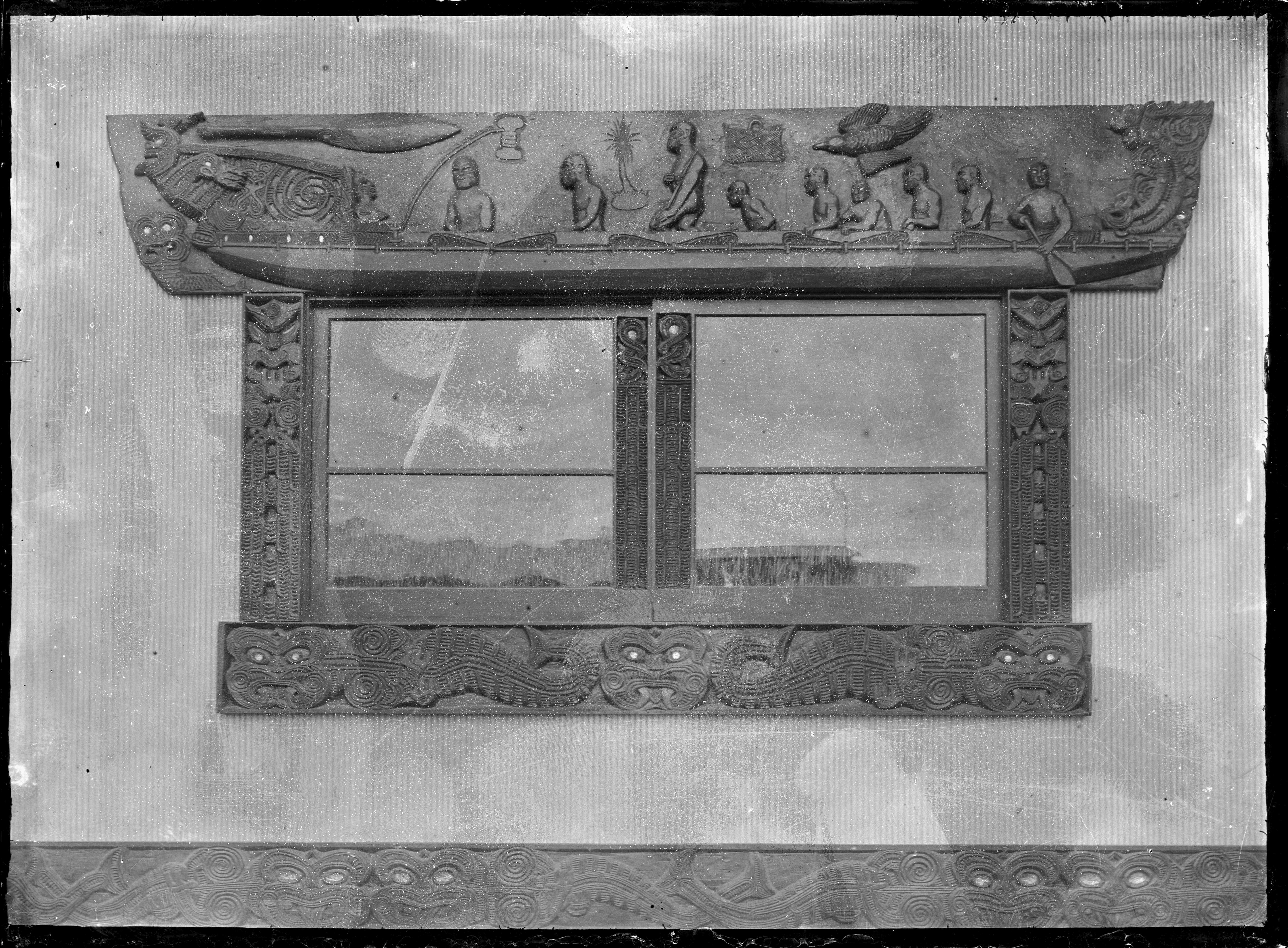
Le korupe (sculpture sur le cadre de la fenêtre) de la maison commune Mahina-a-Rangi à Marae, montrant le canot Tainui avec son capitaine. Au-dessus de la pirogue se trouvent Te Hoe-o-Tainui, une pagaie célèbre, le kete (panier) offert à par un tohunga d'Hawaiki, l'oiseau Parakaraka (devant) qui est capable de voir dans le noir, et un autre oiseau qui prévient de l'approche du jour.

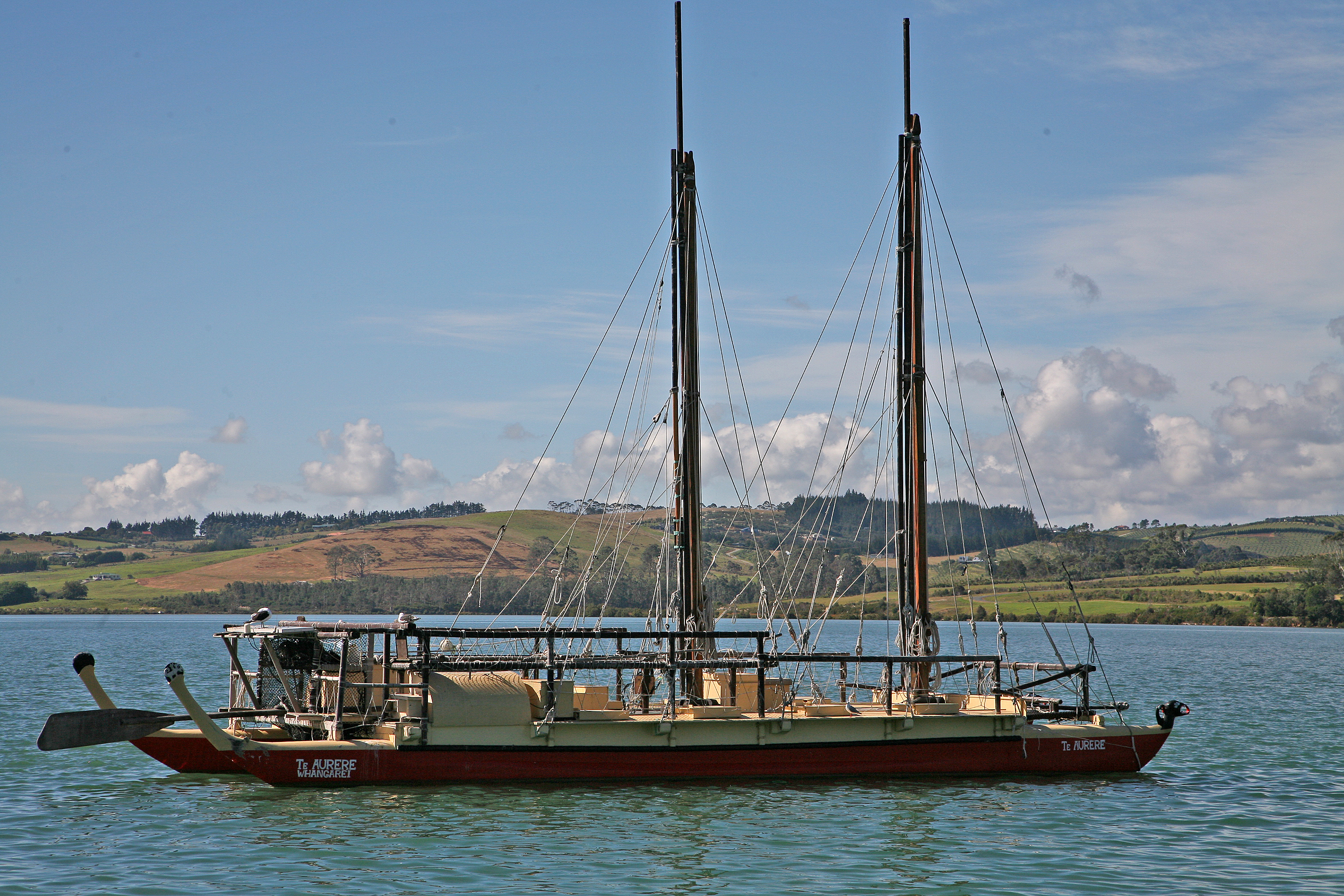
Te Aurere, une reconstitution moderne d'un waka de haute mer.

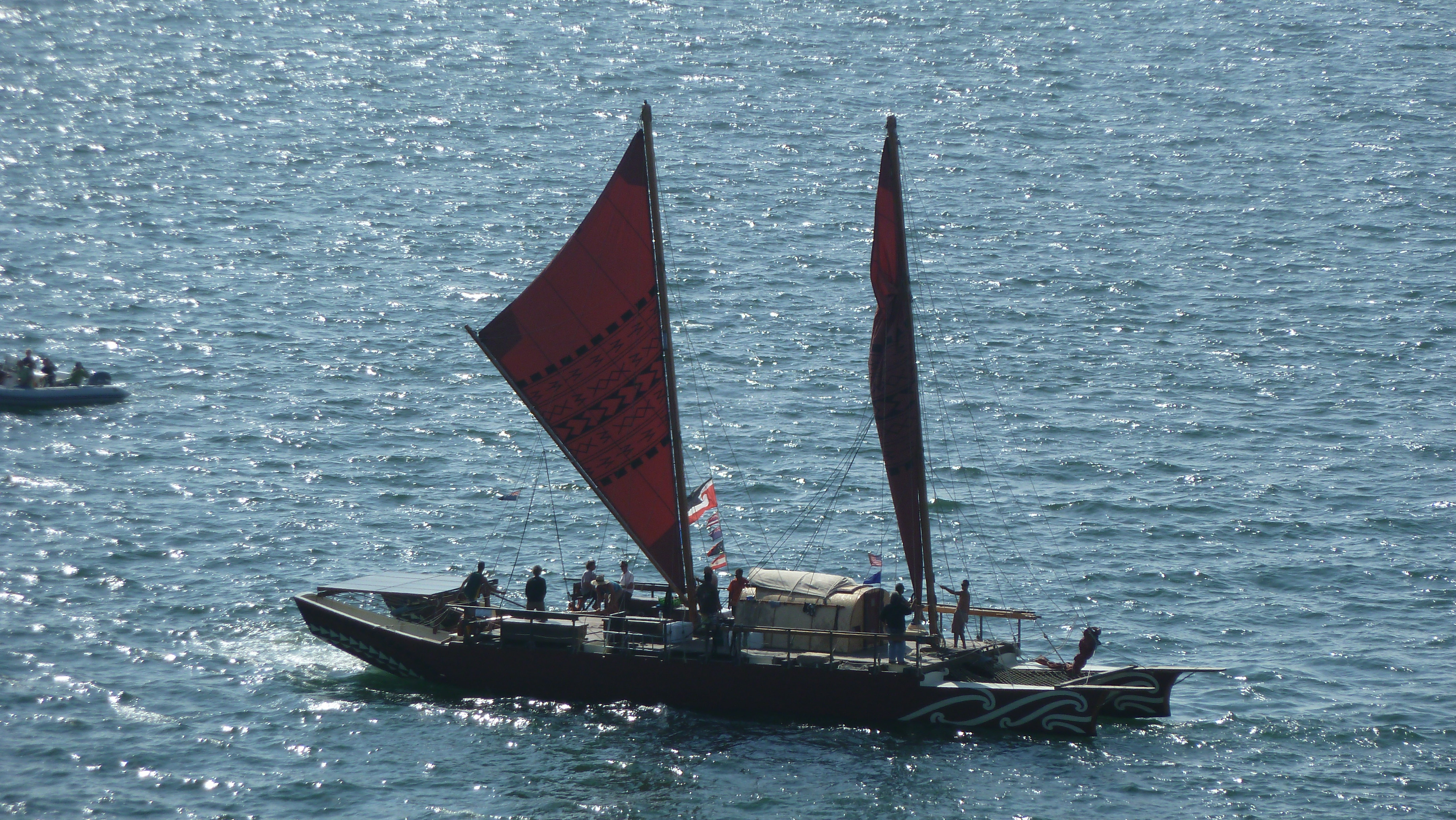
Te Haunui, une reconstitution moderne d'un waka de haute mer.

Dans la tradition maorie, Tainui est l'une des grandes pirogues océaniques dans lesquelles les Polynésiens migrent vers la Nouvelle-Zélande il y a environ 800 ans. Elle est commandée par le chef Hoturoa, qui quitte Hawaiki car la surpopulation entraîne famine et guerre. Le navire atteint d'abord la Nouvelle-Zélande à Whangaparāoa dans la baie de Plenty, puis contourne la côte nord de l'île du Nord pour finalement s'arrêter à Kawhia, dans l'ouest de Waikato. L'équipage du Tainui sont les ancêtres des iwi qui forment la confédération Tainui.

## Fabrication
Le waka Tainui est fabriqué à partir d'un grand arbre, dans un endroit d'Hawaiki connu alors sous le nom de Maungaroa, à l'endroit où un enfant mort-né est enterré. Selon Te Tāhuna Herangi, le waka doit son nom à l'enfant qui s'appelait Tainui. La pirogue est fabriquée par Rakatāura, un constructeur de bateaux expert dans la tradition de Rātā, ou selon Wirihana Aoterangi par Rātā lui-même. Elle est construite avec trois herminettes (toki) : Hahau-te-pō (« Coupez le monde nocturne ») pour abattre l'arbre, Paopao-te-rangi (« Briser les cieux ») pour fendre le bois, et Manu-tawhio-rangi (« Oiseau encerclant le ciel) pour le façonner.
Les deux premières fois où l’arbre est abattu, il s’est avéré de nouveau debout le lendemain matin. À la troisième occasion, Rakatāura passe la nuit sur le site et découvre que l'arbre est remis sur pied comme par magie la nuit par des oiseaux dirigés par le porihawa (un parent des Hokioi). Une vieille femme, Māhu-rangi (ou Maru-a-nuku) lui donne du kumara râpé qu'elle lui ordonne de placer sur la souche et un karakia (incantation, prière) pour abattre les arbres, appelé Te Karakia o te Tuanga o te. Rākau (« Le sort d'abattage d'arbres »).
Pendant le processus de construction, l'un des ouvriers, Kohiti-nui, s'est couvert de copeaux de bois et de poussière pour donner l'impression qu'il a travaillé dur afin d'être récompensé par la meilleure nourriture. Rakatāura s'en rend compte et le tue en l'enfouissant dans les copeaux de bois. À cause de ce meurtre, une fois terminé, la pirogue ne bouge plus, elle ne peut pas être transportée jusqu'à la mer et le karakia o te Tōanga (« le sortilège de transport ») n'a pas fonctionné. Alors, Hoturoa chante une incantation spéciale, qui envoie l'esprit de Kohiti-nui vers la mer sous la forme d'une mouche et les hommes peuvent tirer le canot jusqu'à la mer.
Selon Pei Te Hurinui Jones, le waka s'appelle Tainui parce que lorsqu'il est entré dans l'eau pour la première fois, il n'avancait pas bien et l'une des épouses de Hoturoa, peut-être Marama, a crié « Hoturoa, ta pirogue est tainui [très lourde] »..

## Description et équipage
Le waka mesurait trente coudées de long (21 mètres) - la distance est préservée par deux piliers de pierre, Puna et Hani, au marae Maketū à Kawhia. Il a un petit ama (un balancier), appelé Takere-aotea (« coque nuageuse ») et trois voiles. Parce qu'il est fabriqué à la hâte, le waka ne comportait aucune sculpture.
La tradition enregistre les noms de quarante membres d'équipage, vingt-neuf hommes et onze femmes : Amonga, Hairoa, Ha-popo, Hautai, He-ara, Hine-puanga-nui-a-rangi, Hinewai, Horo-iwi, Hotu-ope, Hotu-awhio, Hotu-nu, Hoturoa, Kahu-keke, Kahungunu, Kahu-tairoa, Kearoa, Kopuwai, Marama-kiko-hura, Maru-kopiri, Mate-ora, Ngatororiirangi, Okaroa, Pou-tukeka, Raka-taura, Rangi-whakairi-ao, Riu-ki-uta, Rotu, Tai-haua, Taikehu, Taiki, Tai-ninihi, Takahi-roa, Tane-whakatia, Taranga, Tari-toronga, Taunga-ki-te-marangi, Te-Huaki-o-te-rangi, Te Kite-ana-taua, Torere, Uhenga, Waihare, Whaene-muru-tio, Whakaotirangi.

## Voyage

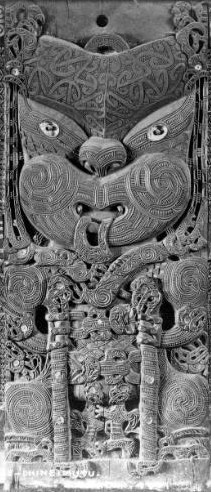
Tama-te-kapua, chef dArawa (Ohinemutu, Rotorua, vers 1880).

Tainui est l'un des derniers waka à quitter Hawaiki pour la Nouvelle-Zélande. Il est parti la nuit d'Uenuku, la quatrième nuit du mois de Hakihea (vers décembre). Lorsque les gens avertissent Hoturoa que cette période du mois, Tamatea (la nouvelle lune), est caractérisée par le vent et les tempêtes, il a dit : « Laissez moi et Tamatea nous battre en mer ! ». La sortie du lagon vers la mer est barrée par des vagues et un arbre sacré, mais Ngātoro-i-rangi a chanté une incantation qui a calmé la mer.
Plusieurs histoires tuamotuanes parlent de pirogues nommées Tainui, Tainuia (capitaine par Hoturoa) et Tainui-atea (capitaine par Tahorotakarari), qui quittent les Tuamotu et ne reviennent jamais.
Au cours de son voyage, le Tainui s'est arrêté dans de nombreuses îles du Pacifique. A Rarotonga, ils rencontrent des parents éloignés et les invitent à les accompagner en Nouvelle-Zélande, mais ils refusent. L'île de Tangi'ia (« adieu ») doit son nom à cette rencontre. Également à Rarotonga, ils rencontrent Tama-te-kapua, chef du waka Arawa, qui kidnappe Ngātoro-i-rangi et sa femme Kearoa. Riu-ki-uta prend la relève en tant que navigateur de Tainui  . Riu-ki-uta invoque les marins taniwha, Mawake-nui-o-rangi, Pane-iraira, Ihe et Mangō-hikuroa, ainsi que soixante-seize autres, pour guider le waka. Une incantation de Taikehu fait voyager la pirogue rapidement.

### Arrivée

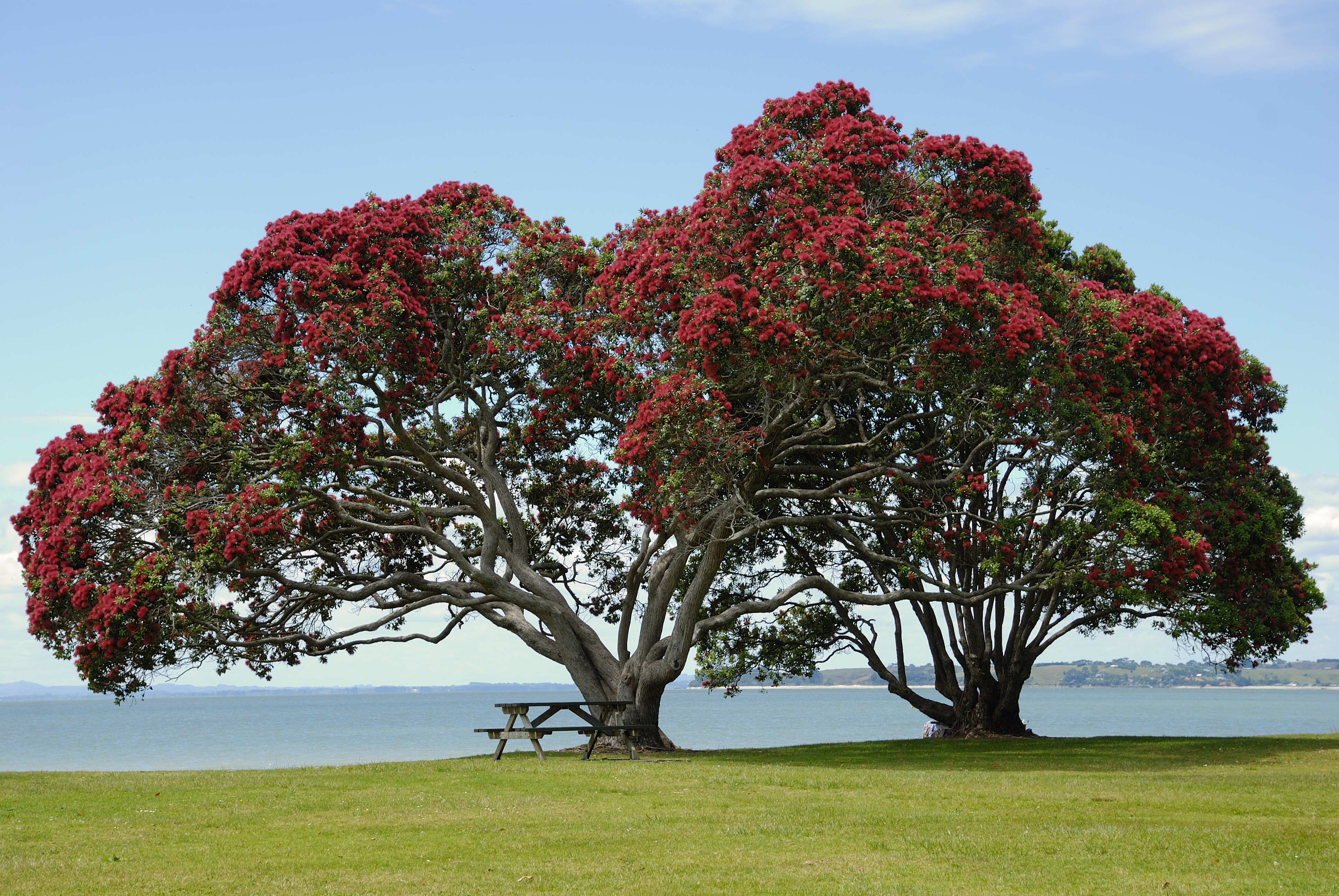
Arbres Pōhutakawa en fleurs

Lorsque Tainui est arrivé en Nouvelle-Zélande, il est entouré d'oiseaux et Rotu chante une incantation aux oiseaux pour les ramener au rivage. Ce premier atterrissage a lieu à Whangaparāoa, près du cap Runaway, à Te Moana-a-Toi (la baie de l'Abondance)  . Voyant les fleurs rouges des arbres pōhutakawa, deux des hommes, Hāpopo et Taininihi, jettent leurs coiffes de plumes rouges, pensant qu'ils pourraient utiliser les fleurs à la place. Les plumes sont trouvées sur la plage par Māhina et Mā-ihīhi, qui refusent de les restituer. Alors qu'ils arrivent à terre, ils sont si inexpérimentés dans la région que Tainui est pris dans un courant et s'écrase contre un rocher, mais ils parviennent à redresser le waka et à toucher terre. Puis Rakatāura jette ses propres cheveux à la mer, permettant au taniwha marin qui guidait les Tainui en pleine mer de partir.
Les autres waka sont arrivés avant Tainui, mais leurs équipages sont partis explorer le terrain. Hoturoa construit un tuahu (autel) et fait placer la corde d'ancrage de Tainui sous celle des autres waka. Lorsque les autres équipages reviennent, Hoturoa indique ces éléments comme preuve que Tainui est effectivement arrivé le premier. Cet incident fait l'objet de nombreux différends entre Tainui et Arawa.

### Whangaparaoa vers Tāmaki
De Whangaparoa, Tainui navigue le long de la côte de la Baie de l'Abondance à l'ouest. À Taumata-o-Apanui, l'une des femmes du waka, Tōrere, saute du bateau pendant la nuit et nage jusqu'au rivage, parce qu'elle est en colère contre Rakatāura. Elle s'est cachée dans un buisson à Tōrere et Rakatāura n'a pas pu la retrouver. Elle épouse un homme local, Manaki-ao, et devient l'ancêtre de Ngāitai (en). À Hawai, l'un des hommes, Tari-toronga, quitte le navire, se dirige vers l'intérieur des terres et s'installe sur la rivière Mōtū.
Tainui est accompagné par Arawa, jusqu'à Whitianga, où les équipages de Tainui et d'Arawa se sont réunis sur la Grande Île Mercure, après quoi Tainui a continué seul. L'une des voiles du waka est laissée sur une falaise près de Whitianga, maintenant connue sous le nom de Te Rā o Tainui (« la voile de Tainui »). À Wharenga, un autel en pierre est érigé à l'endroit connu sous le nom de Kohatu-whakairi (« Pierre suspendue »), autrefois un lieu sacré pour le peuple Tainui. Alors qu'ils contournent la péninsule de Coromandel, l'équipage pleure Arawa et les autres waka qu'ils ont laissés derrière eux, et en conséquence ils nomment la baie dans laquelle ils naviguent dans Tīkapa Moana, « la mer triste » (le golfe de Hauraki).
Les waka atterrissent à Tararu et Wai-whakapukuhanga, où ils laissent une de leurs ancres, puis à Wharekawa, où des gens déjà installés informent l'équipage qu'il y a une autre mer à l'ouest (mer de Tasmanie). L'épouse de Hoturoa, Marama-kiko-hura, décide de faire la traversée par voie terrestre, prévoyant de retrouver le reste de l'équipage à Ōtāhuhu. En chemin, elle chante le « karakia urūru-whenua » (« l'incantation pour entrer dans de nouvelles terres ») et transporte les trésors des Tainui. En continuant, Tainui dépasse l'île de Motutapu et va chercher Takapuna dans le port de Waitematā. Là, Taikehu encourage Hoturoa à sortir et à chercher la mer à l'ouest. Quand Hoturoa revient, il dit avoir vu des kanae (mulet gris) sauter dans les vagues, connus par la suite sous le nom de « pōtiki a Taikehu » (les enfants de Taikehu).
A l'embouchure de la rivière Tāmaki, plusieurs membres de l'équipage débarquent. Tāiki s'est installé à Ōtāiki. Horoiwi a pris le cap à l'est de la rivière, le nommant Te Pane o Horoiwi (Bucklands Beach). Te Kete-ana-taua s'installe à Taurere, avec son fils Taihaua, et ils devinnent les ancêtres de Ngāi Tai ki Tāmaki. Plus à l'ouest, à Te Tatua-a-Riukiuta (Trois Rois), Riu-ki-uta s'installe et devient l'ancêtre de Ngāti Riukiuta  . Poutūkeka, Hāpopo, Te Uhenga et Hautai se sont également installés sur l'isthme de Tamaki (aujourd'hui Auckland).
Hoturoa décide que Tāmaki est surpeuplé et qu'ils peuvent continuer à chercher de nouvelles terres. Selon une tradition, rapportée par Aoterangi, ils transportent le waka par voie terrestre jusqu'au port de Manukau sur la côte ouest à Ōtāhuhu, après y avoir rencontré Marama-kiko-hura. Cependant, alors qu'ils transportent la pirogue à travers l'isthme sur des troncs, il se coince. Riutiuka rapporte que c'est parce que Marama-kiko-hura a violé le tapu avec l'un des membres de l'équipage ou avec un homme du coin pendant son voyage. En répétant l'incantation spéciale que les Hoturoa ont utilisée pour transporter Tainui dans la mer à Hawaiki, ils parviennent à faire bouger le canoë.

### Querelle entre Hoturoa et Rakatāura

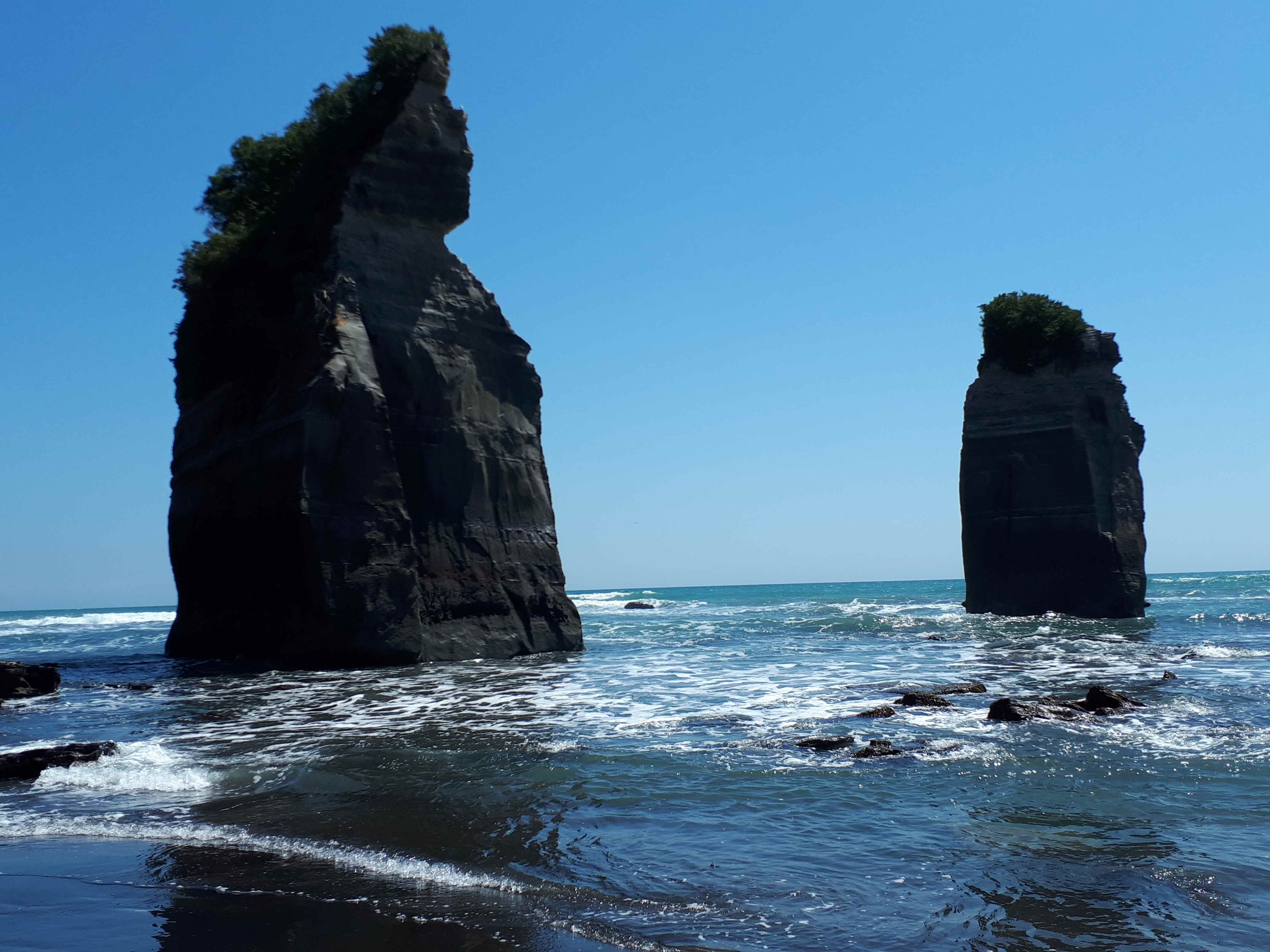
Piliers rocheux sur la plage de Mōkau, considérés comme des piliers d'amarrage de Tainui.

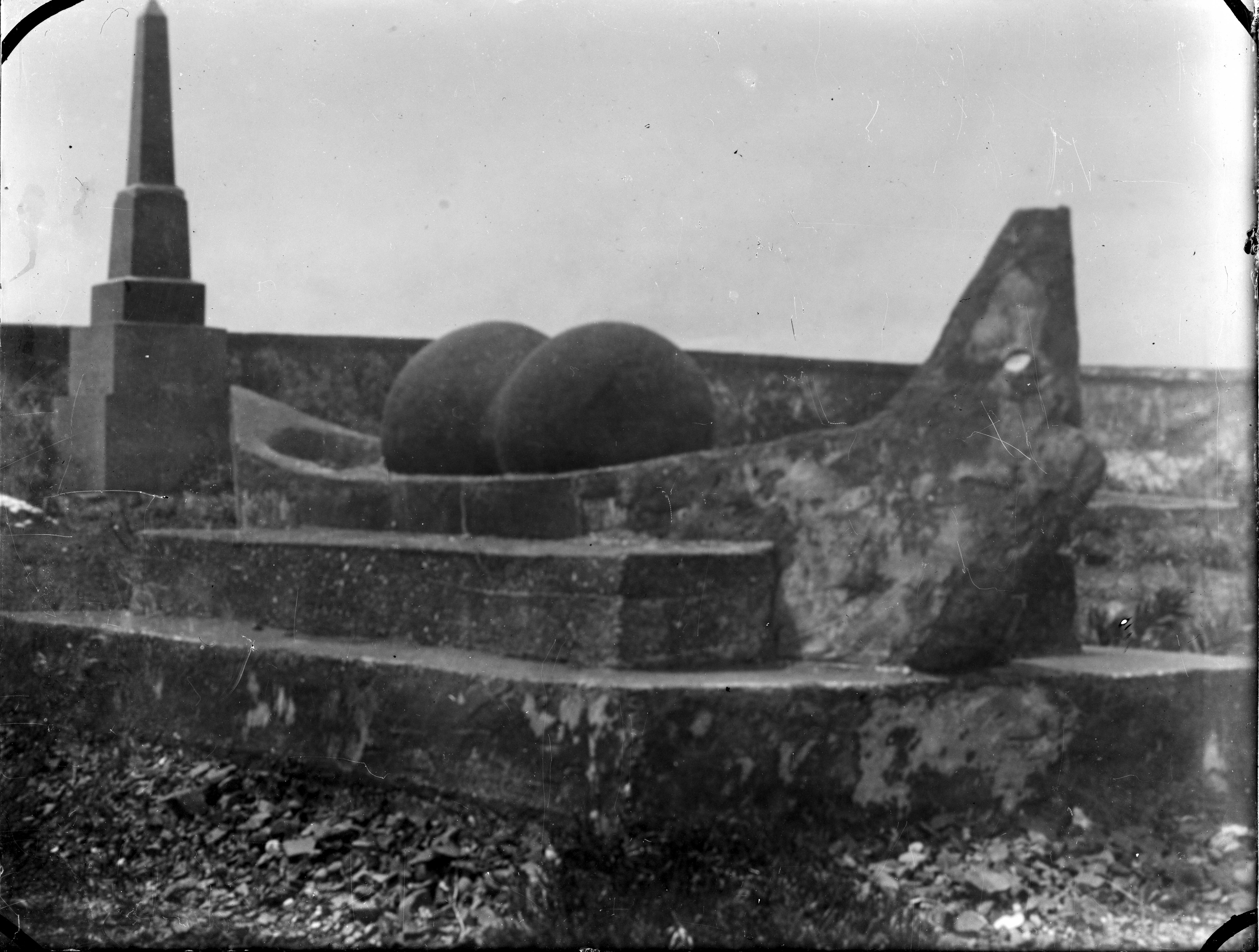
Ancre en pierre de Tainui à l'embouchure de la rivière Mōkau.

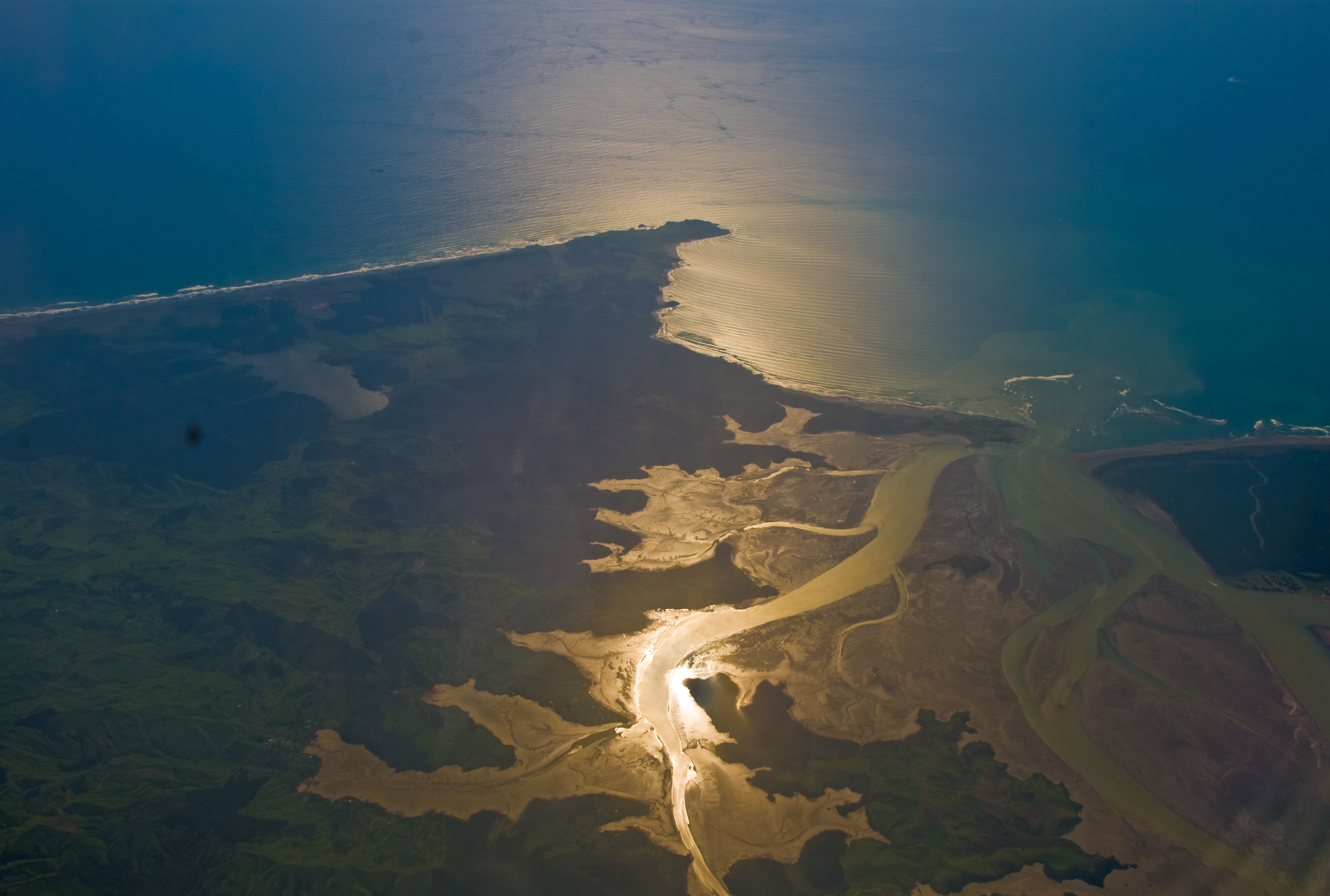
Vue aérienne du port de Kāwhia.

Selon une autre tradition, cependant, c'est Rakatāura qui doit chanter l'incantation spéciale, mais alors qu'il est sur le point de le faire, sa sœur Hiaroa le malmène pour avoir aidé Hoturoa alors que cette dernière a refusé de lui permettre d'épouser la fille de Hoturoa, Kahukeke. En conséquence, Rakatāura quitte l'équipage et le Tainui doit faire tout le tour du Northland. Pendant ce temps, Rakatāura se rend à l'intérieur des terres avec dix de ses proches le long de la chaîne Hakarimata. Un de ses proches, Rotu, s'est arrêté ici et a établi un autel à un endroit appelé Tanekaitu. Hiaroa se rend à Pu-karamea-nui et établit un autel à un endroit appelé Moekakara. Au mont Roskill ou sur l'île de Puketutu, Rakatāura et Hiaroa ont allumé un feu et chanté des incantations pour empêcher Tainui d'entrer dans le port de Manukau. Ensuite, Rakatāura et Hiaroa se sont dirigés vers le sud, rencontrant la rivière Waikato à Ruakokopu et la traversant à Te Piko o Hiaroa (« le virage de Hiaroa »). Ils gravissent la montagne Karioi, construisent un autel appelé Tuāhu-papa et chantent des incantations pour empêcher Tainui d'entrer dans le port de Raglan. Encore une fois, ils chantent des incantations à Ngairo pour empêcher Tainui d'entrer dans le port d'Aotea ou de Kawhia.
Alors que le Tainui se dirige vers le sud, son écope est emportée par-dessus bord à Te Karaka (près de Waikaretu), où il est transformé en un rocher que l'on peut voir aujourd'hui. A l'embouchure de la rivière Mimi, Tainui débarque et Hoturoa plante un arbre pohutakawa, qui est encore vivant en 1912. La zone est déjà colonisée par l'un des parents de Hoturoa, Awangaiariki du Tokomaru waka, alors ils font demi-tour et recommencent à se diriger vers le nord. À l'embouchure de la rivière Mōkau, trois rochers seraient des piquets d'amarrage utilisés par la pirogue et une autre ancre serait laissée sur place. Hoturoa débarque et voyage vers le nord par voie terrestre. A Whareorino, il rencontre Rakatāura et ils se réconcilient.
Ensemble, ils amènent Tainui au port de Kāwhia et le transportent à terre. Hoturoa installe un autel sur le site, appelé Puna-whakatupu-tangata (« La Source de l'humanité ») et Rakatāura en installe un appelé Hani. Le waka est enterré au marae de Maketu, où il se trouve encore aujourd'hui.
Whakaotirangi, l'épouse de Hoturoa, s'installe à Pakarikari près du port de Kāwhia et établit un jardin kūmara. Les habitants du waka Tainui s'installent dans le port de Kāwhia et étendent leur territoire à l'intérieur des terres dans la région de Waikato au cours des générations suivantes, sous la direction de Tūrongo  Rereahu,  et Whāita.
D'après la tradition maorie, la chronologie situe l'arrivée du Tainui à Kawhia vers 1300 après J-C. Mais les données sont très maigres, si bien que très peu de noms des sept à huit premières générations d'habitants sont connus, soit jusqu'environ 1475.

### Voyages ultérieurs
Selon Percy Smith, après avoir atteint Kāwhia, le Tainui est emmené vers le sud jusqu'à Taranaki, où Hine-moana-te-waiwai de Ngāti Hikawai épouse le membre d'équipage de Tainui Kopuwai, qui est rebaptisé Tarapounamu, d'après un grand fer de lance pounamu. Plus tard, Tarapounamu veut visiter l'Île du Sud, alors il prend Tainui et se dirige vers le sud. À la rivière Mōkau, il laisse une ancre et un peuplement d'arbres Pomaderris apetala (appelés tainui en Maori). Puis il atterrit à Te Waiiti (près de New Plymouth) et laisse Tainui se remplir d'excréments. En conséquence, Hoturoa fait saisir Tainui et le ramènee à Kawhia. Tarapounamu aurait eu des descendants sur l'île D'Urville.